# Коммос
Ко́ммос (др.-греч. κομμός и др.-греч. κόμμος) в древнегреческой трагедии — скорбный плач, который исполнялся хором и актёрами-певцами совместно.
Определяя части трагедии в «Поэтике», Аристотель выделяет три жанра хоровой песни (др.-греч. χορικόν) — парод (др.-греч. πάροδος), стасим (др.-греч. στάσιμον) и коммос. В отношении последнего философ уточняет, что это — «общий плач хора и тех, кто на скене» (др.-греч. θρῆνος κοινὸς χοροῦ καὶ ἀπὸ σκηνῆς). Позднейшие греческие словари и справочники (Суда, «Ономастикон» Поллукса, словарь «Etymologicum magnum», Псевдо-Пселл) с вариантами воспроизводят классические определения Аристотеля.
Коммос мог исполняться не только всей группой участников трагедии tutti, но и респонсорно. Пример такого коммоса даёт трагедия «Персы» Эсхила; с точки зрения стиха этот коммос построен как семь строф с антистрофами и эпод в конце. На патетические реплики солиста (Ксеркса) хор реагирует эмфатическими воплями («ой-ой-ой»!, «йо-йо!», «йе-йе!» и т.п.) и короткими «эхо»-фразами. В литературном переводе Вяч. Иванова (показана часть эпода):
Ксеркс:  Моим стенаньям стоном вторь!

Хор: Увы! Увы!

Ксеркс: С рыданием вернись домой!

Хор: Увы! Увы! Персия растоптана!

Ксеркс: Стал плач по стогнам града!

Хор: Стал плач... И стоны.

Ксеркс: Изнеженные, плачьте!

Коммос в трагедии выполнял функцию драматургической кульминации и одновременно финального обобщения. Как и вся другая древнегреческая музыка, он был монодическим. Поскольку полных нотных образцов коммосов (впрочем, как и других жанров хоровой театральной музыки) не сохранилось, говорить о более частных композиционно-технических их особенностях (например, о музыкальной ритмике и её соотношении с метром стихотворным, о мелосе, гармонии и т.д.) затруднительно.